# Павлова, Нина Александровна
Ни́на Алекса́ндровна Па́влова (29 июля 1939, Славгород, Алтайский край — 25 октября 2015, Козельск) — советский и российский писатель и драматург.

## Биография
Родилась 29 июля 1939 года на Алтае в Славгороде в семье Анастасии и Александра Деревянкиных. Когда началась война, отец Нины ушёл на фронт добровольцем и был определён в Узбекистан на среднеазиатскую границу. Там и прошло детство писательницы. Нина поступает на факультет журналистики в МГУ, после получения диплома работает корреспондентом в газете «Комсомольская правда». Работая журналисткой, берет интервью у множества знаменитых людей, посещает разные города.
Потом занималась драматургией, написав пьесы «Вагончик», «Пятое время года» и др. Ниной Павловой была написана пьеса «Вагончик». Пьеса в 1982 году была поставлена во МХАТе. Для постановки этой пьесы Олег Ефремов пригласил режиссёра Каму Гинкаса. Эту пьесу также ставил и учебный театр Сургутского университета
В 1988 году поселилась близ возрождаемой Оптиной пустыни. Писала рассказы на христианские темы. Получила широкую известность как автор вышедшей в 2002 году книги «Пасха Красная» о трёх Оптинских новомучениках — иеромонахе Василии и иноках Ферапонте и Трофиме.
Критически оценивала современную ей церковную прозу за исключением рассказов священника Ярослава Шипова и творчества архимандрита Тихона (Шевкунова): «Я не выношу современной „православной“ прозы — меня воротит от этой лживой елейности и некрасивой привычки поучать вся и всех как бы с высот собственного благочестия <…> это какая-то полулитература с „православными ежиками“ и с такими стандартными персонажами, будто их наштамповали из розовой пластмассы и при этом по одному образцу. Написаны такие рассказы в жанре умиления и обычно по такой схеме: жил человек без Бога, и жил скверно. А пришёл в Церковь и сразу стал таким добродетельным, что уже ангельские крылья растут. Но ведь в жизни так не бывает. <…> Между тем авторы таких рассказов, как правило, достойные люди и даже своего рода борцы, убежденные, что они призваны защищать Церковь от нападок „критиканов“, пусть даже ценой якобы „благочестивой“ лжи. К сожалению, иные из таких рассказов „православны“ лишь по названию. А спрос на такую литературу есть. Однажды в иконной лавке молодой продавец вдруг пожаловался мне на „особо благочестивых тёток“, — это он так выразился, — которым слова поперек не скажи, сожрут. Именно они, пояснил продавец, раскупают „розовую“ литературу, помогающую им утвердиться в мысли, что только они, такие глубоко воцерковленные, живут правильно, и они намного достойней других».
Скончалась 25 октября 2015 года в результате тяжёлого онкологического заболевания. 27 октября в храме преподобного Илариона Великого монахами Оптиной Пустыни было совершено её отпевание.

## Произведения
Драматургия
Книги
- Пьесы молодых драматургов. — М.: Советский писатель, 1989. — ISBN 5-265-00045-3.
- Пасха Красная. О трех Оптинских новомучениках убиенных на Пасху 1993 года. — Адрес-Пресс, 2002. — 416 с. — 20 000 экз. — ISBN 5-8305-0030-2.
  - Пасха Красная. О трех Оптинских новомучениках убиенных на Пасху 1993 года. — Адрес-Пресс, 2003. — 415 с. — 30 000 экз. — ISBN 5-8305-0030-2.
  - Пасха Красная. О трех Оптинских новомучениках убиенных на Пасху 1993 года. — Престиж, 2004. — 416 с. — ISBN 5-8305-0030-2.
  - Пасха Красная. О трех Оптинских новомучениках убиенных на Пасху 1993 года. — Адрес-Пресс, 2006. — 448 с. — ISBN 5-8305-0030-2.
  - Пасха красная: о трех Оптинских новомучениках убиенных на Пасху 1993 года. — Москва : Апостол веры : Альта-принт, 2007. — 415 с. — ISBN 978-5-98628-090-5
  - Пасха Красная: о трех оптинских новомучениках, убиенных на Пасху 1993 года. — Москва : Апостол веры, 2008. — 575 с. — ISBN 978-5-98625-090-5
  - Пасха красная: о трех Оптинских новомучениках, убиенных на Пасху 1993 г. / худож. И. Н. Вильчевский. — Москва : Апостол Веры : Альта-Принт, 2010. — 415 с. — ISBN 978-5-98628-090-5
  - Пасха красная: о трех Оптинских новомучениках, убиенных на Пасху 1993 года. — [Москва] : Апостол веры, cop. 2017. — 415 с. — ISBN 978-5-98628-090-5 — 8000 экз.
- Михайлов день: (записки очевидца). — Москва : Альта-Принт, 2011. — 383 с. — ISBN 978-5-98628-090-5
- «Иди ко мне!»: (современные были). — Москва : Апостол веры, 2015. — 427 с. — ISBN 978-5-9906668-1-8
  - «Иди ко мне!»: (современные были). — Москва : Апостол веры, 2018. — 427 с. — ISBN 978-5-9906668-1-8 — 3500 экз.
- Коська-Кокос: (рассказы о животных и не только о них). — Москва : Апостол веры, 2016. — 93 с. — ISBN 978-5-9906668-6-3 — 5000 экз.

Рассказы
Автор многочисленных рассказов, в том числе
- Пасха Красная. Братиков убили! на сайте Православие и мир. 20 апреля 2007 года.
- Страшное счастье. 25 марта 2008 года.
- Молились бы вы святителю Спиридону Тримифунтскому. Рассказы об архимандрите Иоанне (Крестьянкине). 6 мая 2008 года.
- Цепь золотая. Рассказы о новых чудесах Оптинских старцев. 15 декабря 2008 года.
- Цикл рассказов об Оптиной пустыни:

- Дитя послушания. 7 мая 2008 года.
- «Иван-слепец, семипольщик и другие», «Сильные, вниз!», «Царский тулуп», «Лечебница». 12 марта 2009 года.

- Антихристианская книга. Размышления православной христианки над книгой Л. Улицкой «Даниэль Штайн, переводчик». 4 мая 2009 года. Впервые опубликовано в журнале «Благодатный огонь».
- Ой вы, голуби, ой вы, белые!
- Молебны петы, а толку нету
- Цикл рассказов «Богомольцы приехали»:

- Гости Божией Матери
- Сильные, вниз!

- Новый год, Рождество и катамаран
- Национальный вопрос и моя мама
- Михайлов день, или спор о том, что сильнее: Михаил Архангел или Ельцин?
- Воспоминание чуда великомученицы Евфимии
- Первопроходец // Журнал «Божий мир» № 1 (25), 2001.
- Цикл рассказов «Встречи в Васкнарве»: «Стакан киселя», «Лидия», «Дитя послушания» // Журнал «Роман-газета XXI век».

Интервью
- «Сейчас я благодарна» — интервью Нины Павловой газете «Вера».